# Cleveland Bay
Vous lisez un « article de qualité » labellisé en 2016.
Ne doit pas être confondu avec Cleveland Bay (Queensland).
Le Cleveland Bay ou Bai de Cleveland est une race de chevaux carrossiers demi-sangs, originaire d’Angleterre, dont le nom est lié à la robe et au quartier de Cleveland dans le Yorkshire, où il a été développé. C'est la plus ancienne race anglaise de chevaux et le seul cheval autochtone de Grande-Bretagne n'appartenant pas à la catégorie des chevaux de trait. Les ancêtres de la race ont été sélectionnés au cours du Moyen Âge pour le transport de marchandises, ce qui leur a valu le surnom de « Chapman Horses » (chevaux de colporteur). Ces chevaux ont été croisés avec des andalous et barbes, et plus tard avec des chevaux arabes et Pur-sang, créant ainsi le Cleveland Bay moderne. Au fil des années, la race est devenue plus légère dans sa conformation, en raison de son utilisation comme cheval de selle et d’attelage. La popularité du Cleveland Bay a grandement varié depuis qu’il a été exporté aux États-Unis au début du XIXe siècle. Malgré une sérieuse baisse de la population après la Seconde Guerre mondiale, la race a fait l’objet d’un regain de popularité depuis les années 1970, bien que seulement 550 chevaux aient été recensés dans le monde en 2006.
Le Cleveland Bay est bien musclé, doté de membres forts mais courts par rapport du corps. Les chevaux ont toujours une robe baie, bien que quelques crins plus clairs dans la crinière et la queue soient caractéristiques de certaines lignées chez la race.
Les chevaux Cleveland Bay ont été placés sous le patronage de la famille royale britannique tout au long de l’histoire. Ils sont utilisés pour tirer les voitures dans les cortèges royaux. La race a aussi été utilisée pour développer et améliorer plusieurs races de chevaux à sang chaud, ainsi que certaines races de chevaux de trait. Ils sont utilisés aussi bien pour le travail agricole et l’attelage que pour le travail sous la selle. Ils sont particulièrement populaires pour la chasse au renard et les concours de saut d'obstacles, tant en race pure que croisés avec du Pur Sang.
Le Cleveland Bay est une race rare ; le Rare Breeds Survival Trust britannique et l’American Livestock Breeds Conservancy considèrent la population comme étant à la limite critique d’extinction.

## Histoire
À l'origine développé dans le district de Cleveland dans le Yorkshire en Angleterre, le Cleveland Bay est connu comme la plus ancienne race anglaise de chevaux et le seul cheval autochtone de Grande-Bretagne n'appartenant pas à la catégorie des chevaux de trait,,,. La race la plus proche dans le type est le trait irlandais. Génétiquement, le Cleveland Bay appartient au groupe des chevaux mi-lourds d'origine ibérique avec introgression du Pur-sang, tout comme le Lipizzan et le trait irlandais. Cela s'explique par l'histoire de la race, originellement typée ibérique puis de plus en plus proche du Pur Sang. Le Cleveland Bay actuel est génétiquement un peu plus distant de ses ancêtres ibériques (0.386) que du Pur Sang (0.349).

### Développement de la race
L'élevage des tout premiers ancêtres du Cleveland Bay a été réalisé en grande partie par les églises anglaises et les monastères, répondant au besoin de transport de marchandises entre les abbayes et les monastères du nord-est l'Angleterre. Ces chevaux médiévaux ont gagné le surnom de « Chapman Horses » en raison de leur utilisation par des marchands itinérants connus sous le nom de chapmen,,. Le Cleveland Bay a été développé à partir de chevaux barbes et andalous croisés avec des juments de chapmen,. Le sang barbe vient principalement de chevaux importés par des jeunes hommes riches lors de leur Grand Tour d'Europe, achetés sur les docks de Marseille puis ramenés en Angleterre. 
Le sang andalou provient de chevaux élevés au haras royal de Cordoue et offerts aux souverains anglais par le roi d'Espagne. Les étalons étaient souvent utilisés en croisement avec les juments locales. La première infusion de sang andalou est faite sur des chevaux chapmen. Les chevaux espagnols ont également trouvé leur place dans la périphérie de la noblesse anglaise, où ils ont été saisis par les hommes d'Oliver Cromwell après la Première Révolution anglaise. Une fois entre les mains des hommes de Cromwell, beaucoup d'étalons ont été mis à la disposition des gens du pays pour les croiser avec les juments locales, ajoutant un deuxième apport de sang andalou. À la fin du XVIIe siècle, un deuxième apport de sang barbe survient quand des éleveurs de Cleveland ont directement achetés des chevaux aux soldats à Tanger ou bien aux Maures eux-mêmes.

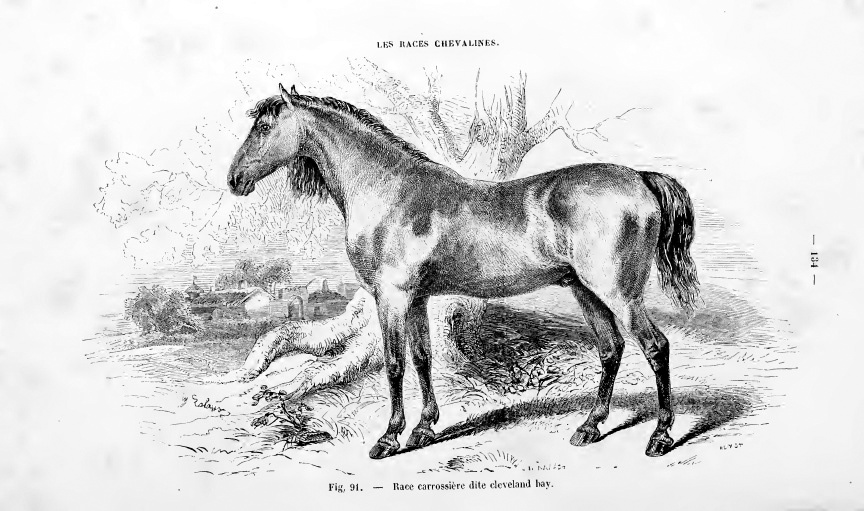
Gravure représentant un Cleveland Bay dans La connaissance générale du cheval en 1861.

Entre 1685 et 1785 le croisement cheval chapman/andalou/barbe a permis le développement du Cleveland Bay original. Durant cette période, le modèle type a pris de la taille en raison d’une meilleure alimentation. Avant 1785, un élevage sélectif de Cleveland Bay de type « agricole » s'est développé. Ce type original est plus lourd et plus proche du cheval de trait que la race moderne. Cette sélection est due à un important besoin de force plutôt que de vitesse dans les fermes et sur les routes de l'Angleterre des XVIIe siècle et XVIIIe siècle. Avec l’amélioration des routes et l’importance croissante de la vitesse à la fin du XVIIIe siècle, du sang Pur-sang et arabe a été ajouté. Les chevaux produits ont alors été largement utilisés comme chevaux d'attelage,, ayant un cadre plus léger, une encolure bien arquée et des épaules puissantes, tout pour faire un cheval d’attelage tape-à-l’œil. La recherche d'esthétique à l'attelage dans la société victorienne est à l'origine des croisements entre le Cleveland Bay et le Pur Sang : bien que les utilisateurs soient très satisfaits de la race, elle manque d'actions relevées et de légèreté au regard des critères de l'époque. L’apport de Pur-sang survient, malgré les réclamations des éleveurs déclarant le Cleveland Bay « exempt de la souillure de noir ou de sang » (free from taint of black or blood), ce qui signifie exempt d’apport de Pur Sang (sang) ou d’Old English Black (noir) et de leurs descendants. L’ajout de Pur Sang dans l’élevage est supposé responsable de la naissance de sujets aux membres « rouges » (par opposition au noir normalement associé aux chevaux bais), généralement le résultat d’un père Pur Sang alezan dans l'arbre généalogique. La création de la race du Carrossier du Yorkshire, issue du croisement entre le Cleveland Bay et le Pur Sang, s'effectue au détriment de l'élevage du Cleveland Bay. De trop nombreuses exportations de sujets qualiteux, notamment aux Pays-Bas et en Allemagne, contribuent également à son déclin. Une vingtaine d'étalons sont présentés au Cleveland Agricultural Show dans les années 1840 et 1850. En 1872, ils ne sont plus que 5, de qualité variable. Cependant, une demande forte en provenance des États-Unis sauve la race, et permet l'établissement de son stud-book.

### Établissement de la race

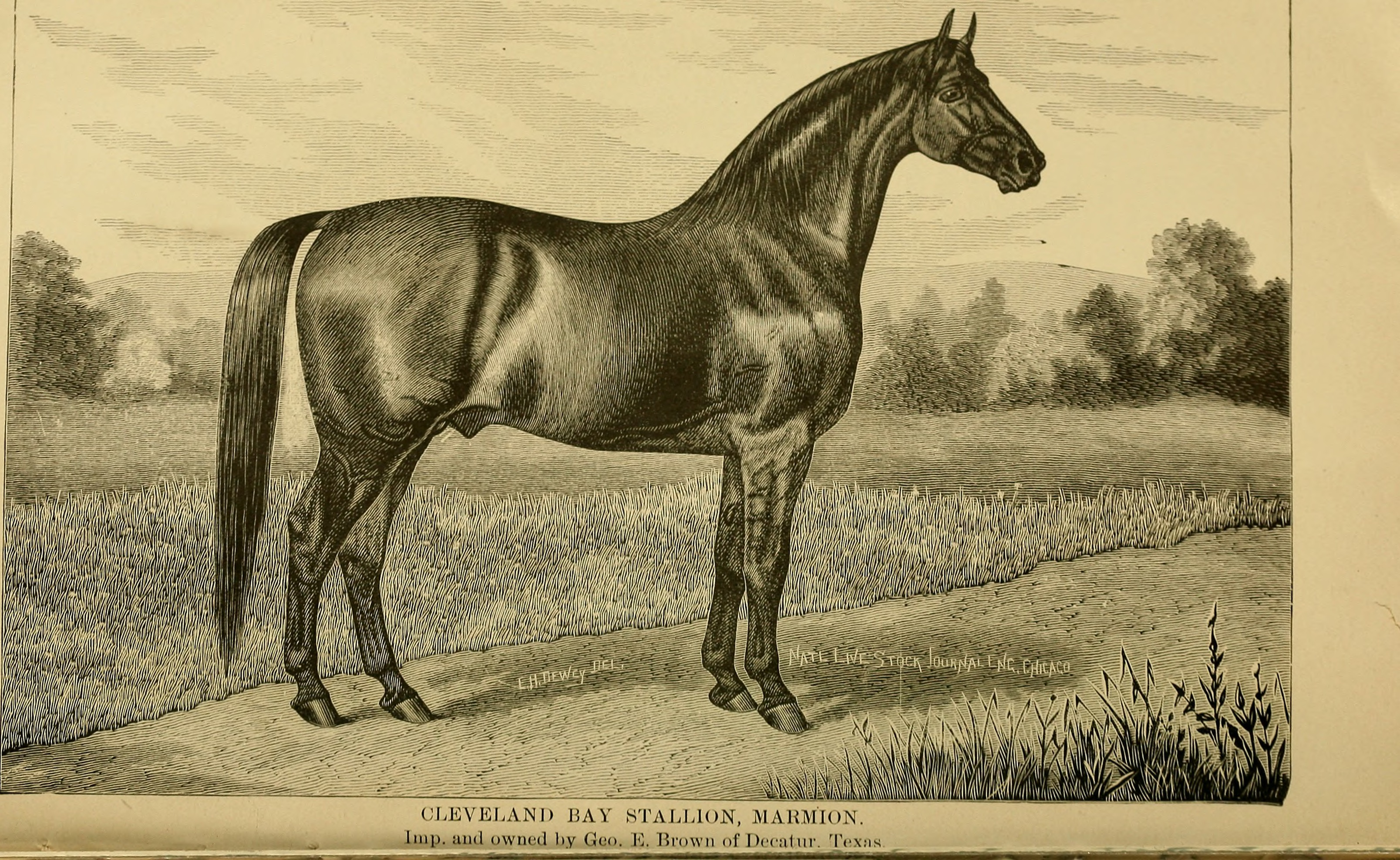
Gravure représentant un étalon Cleveland Bay importé dans American horses and horse breeding en 1895.

La Société britannique du cheval Cleveland Bay (British Cleveland Bay Horse Society) est fondée en 1883 et le premier studbook est publié en 1884,. Au XIXe siècle, le Cleveland Bay s’exporte à l'étranger : en Australie, en Nouvelle-Zélande, en Afrique du Sud, aux États-Unis, en Inde, en Russie et sur le continent européen. Au début du XIXe siècle, des chevaux Cleveland Bay sont importés aux États-Unis tout d'abord dans les États du Maryland, de Virginie et du Massachusetts. En 1884, le Upperville Colt & Horse Show est créé en Virginie par le colonel Richard Henry Dulany pour présenter son étalon Cleveland Bay, Sarvington, qu’il a importé, ainsi que les produits de cet étalon,. La Société du Cleveland Bay d'Amérique (Cleveland Bay Society of America) est créée en 1885,, et le registre d’élevage débute sa publication en 1889, bien que des chevaux ayant vécu dès 1860 y aient été enregistrés. En regardant les descriptions des premiers chevaux inscrits, il est possible que de nombreux chevaux Cleveland Bay enregistrés soient en réalité des Yorkshire Coach Horse / Carrossiers du Yorkshire ; cependant tous ont été enregistrés comme Cleveland Bay et c'est ainsi qu’ils sont reconnus. Plus de 2 000 chevaux sont inscrits par l'association avant 1907. Ces chevaux attirent l’attention de Buffalo Bill, qui intègre quatre étalons Cleveland Bay à son Wild West Show,.
Avant la Première Guerre mondiale, au vu des exploits des cavaliers Boers durant la seconde guerre des Boers, la Grande-Bretagne décide d’augmenter ses réserves de cavalerie. Des chevaux Cleveland Bay sont utilisés pour porter des soldats britanniques et les plus grands sujets de la race sont employés pour tirer l'artillerie ; le Bureau de la Guerre britannique offre également des primes sur les étalons Cleveland Bay. Bien que la Première Guerre mondiale ne soit pas la guerre de cavalerie attendue par les Britanniques, un grand nombre de chevaux sont utilisés pour tirer l'artillerie et les pertes sont très importantes,. La guerre ayant causé une réduction notable des effectifs, en 1920 et 1921, la société britannique ouvre un registre d’élevage spécial pour les juments de type Cleveland Bay précédemment non enregistrées, y compris certaines déjà inscrites au registre du Yorkshire Coach Horse (croisement de Cleveland Bay et de Pur Sang), après avoir passé une inspection qui certifie que leur type est approprié à la race. Les poulains nés de ces juments peuvent être enregistrés dans le livre généalogique britannique principal du Cleveland Bay et ont également le droit de rivaliser aux compétitions réservées aux membres de race. Certains de ces chevaux ont été élevés et ont appartenu au roi George V,.

### Déclin et renaissance de la race

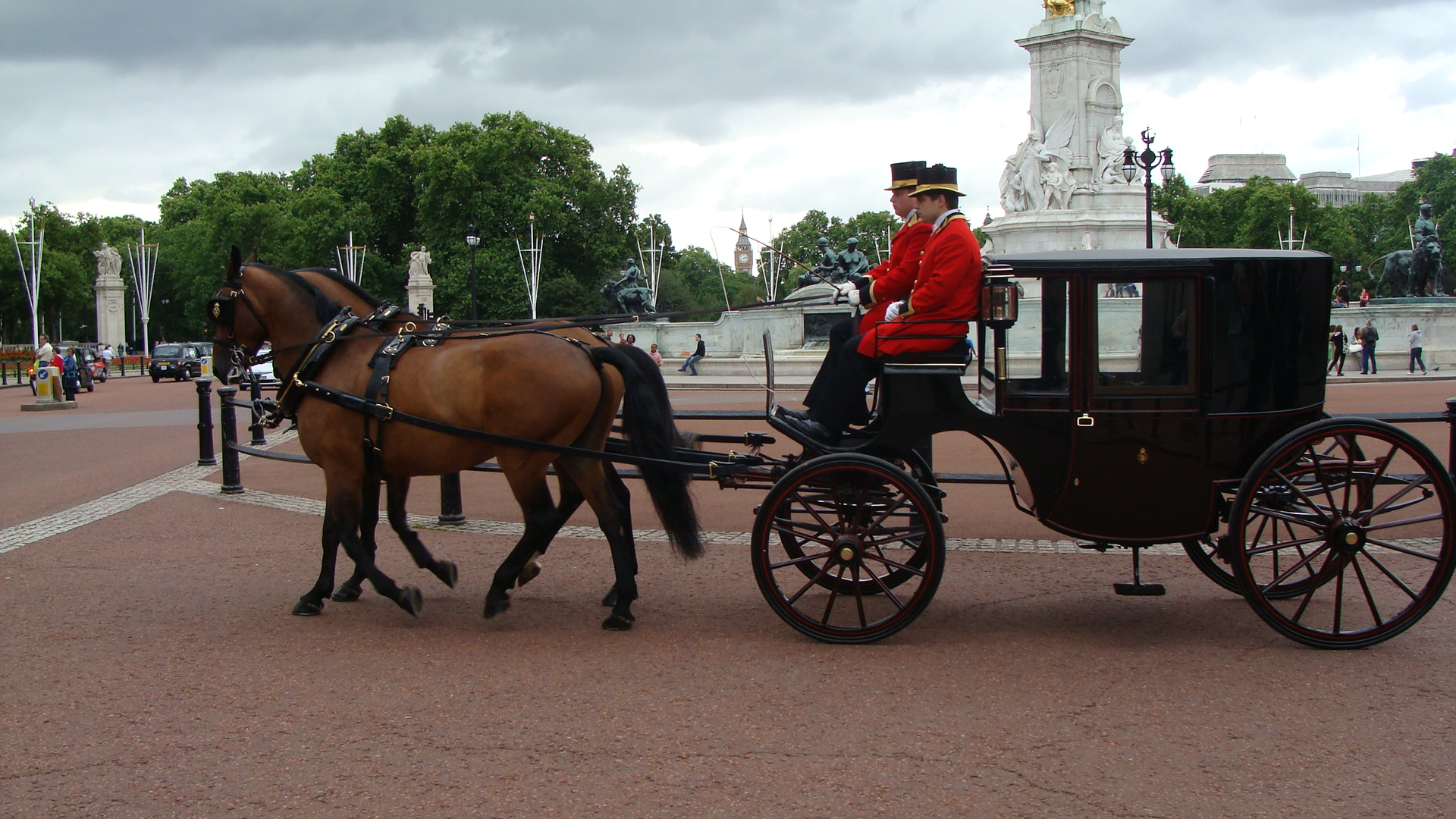
Un Clarence tiré par deux chevaux Cleveland Bay devant le Victoria Mémorial à Londres.

L'intérêt pour le Cleveland Bay décline en raison de l’importance croissante de la mécanisation, et de la Grande Dépression du début des années 1930, qui entraîne une réduction des exportations de près d’un tiers. Un bref regain d'intérêt survient à la fin des années 1930 aux États-Unis lorsque les chevaux Cleveland Bay deviennent recherchés pour servir de base à une production de chevaux « hunters » pour la chasse,. En 1937, le registre du Cleveland Bay est fusionné avec celui du Carrossier du Yorkshire. Le déclin de la race continue et même s’accélère après la Seconde Guerre mondiale. En 1960, le Bureau de la Guerre cesse d'offrir des primes pour les étalons et de nombreux éleveurs arrêtent de produire. Il s'ensuit une perte très forte de diversité génétique : dans les années 1950 et 1960, les lignées paternelles de la race proviennent toutes d'un unique étalon, Wonderful Lad, né en 1851.
Peu avant 1962, seuls quatre étalons pure race sont encore présents au Royaume-Uni. La reine Élisabeth II sauve la race en achetant Mulgrave Supreme, un étalon sur le point d'être vendu aux États-Unis,. L'étalon saillit des juments pure race et des juments demi-sang, ce qui permet d’obtenir en 15 ans 36 étalons Cleveland Bay au Royaume-Uni. La reine réinstalle également la King George V Challenge Cup afin d'encourager l'élevage. Le prince Philip, duc d’Édimbourg, utilise la race pendant de nombreuses années lors de compétitions internationales d’attelage, notamment avec un croisement Cleveland Bay et Oldenbourg. À la fin des années 1960 et des années 1970, l'intérêt pour la race augmente et les demi-sang Cleveland Bay sont recherchés pour être utilisés comme chevaux de selle, particulièrement pour la chasse et le saut d'obstacles. En 1964, un cheval issu d'un croisement Cleveland Bay/Pur Sang prend part à l’épreuve de saut d’obstacles lors des Jeux olympiques de Tokyo. Un autre demi-sang Cleveland Bay participe avec l'équipe olympique britannique à l’épreuve de saut d'obstacles des Jeux olympiques de Mexico en 1968, tandis qu'un troisième est remplaçant pour l'équipe de saut d'obstacles canadienne aux Jeux olympiques de Montréal de 1976. À la fin des années 1960 et des années 1970, les chevaux Cleveland Bay continuent à être exportés dans de nombreux pays. Le Japon, les États-Unis et l'Australie continuent à importer des chevaux d'Angleterre, et, en Nouvelle-Zélande, des croisements entre des étalons Cleveland Bay et des juments autochtones sont demandés dans les stations de moutons et de bétail. Depuis 1977, Élisabeth II est un des principaux mécènes de la Cleveland Bay Society et au cours de l'année du centenaire de la Société, en 1984, elle en est même la présidente. La Cleveland Bay Society britannique maintient un enregistrement séparé pour les chevaux demi-sang. À la fin du XXe siècle, la race gagne de nouveau l'attention du public américain et en 1985 l'association nord-américaine est réactivée, rebaptisée Cleveland Bay Society of North America.
Pour prévenir l’extinction de la race, le gouvernement britannique distribue des primes aux éleveurs en fonction du degré de menace, depuis les années 1990. En 2001, pour la race Cleveland Bay, 10 340 £ de primes sont versées.

## Description

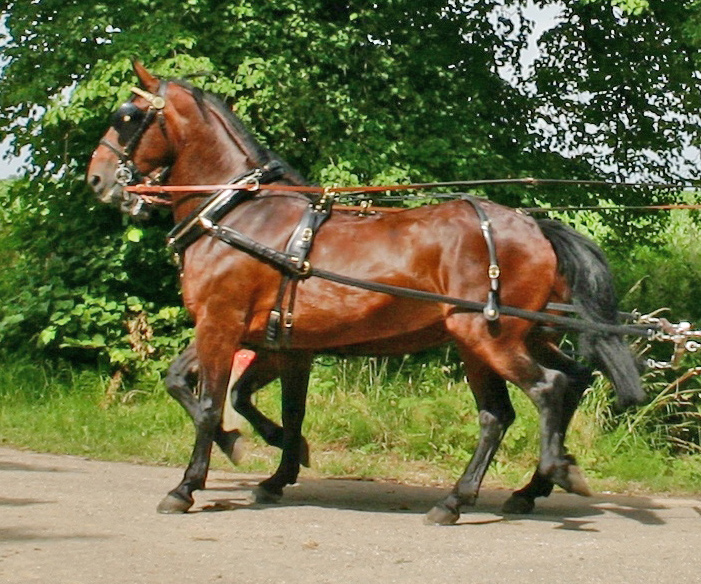
Cleveland Bay attelé, au modèle.

Le Cleveland Bay mesure en moyenne entre 1,63 m et 1,68 m au garrot, soit entre 16 mains et 16,2 mains ou entre 64 pouces et 66 pouces, et sa robe est toujours bai. Son poids est estimé entre 555 et 680 kg, soit entre 1 225 et 1 500 pounds, bien que la base de données DAD-IS enregistre un poids moyen de 700 kg. Ces chevaux robustes et d'une grande longévité sont d’un tempérament docile.

### Morphologie
La race présente une tête large, un profil légèrement convexe et une encolure longue, bien musclée,,. Les oreilles sont larges et fines, et les yeux sont doux. Le garrot est bien musclé, ce qui le rend souvent moins prononcé. La poitrine est large et profonde. Les épaules sont musclées et inclinées,,. Le corps est arrondi et long,. La croupe, puissante, s'incline également légèrement,. La queue est portée haut,. Les membres sont courts par rapport au corps, mais forts et bien musclés avec beaucoup d'os,. La distance du garrot au coude est en effet souvent plus grande que celle du coude au sol. Le tour de canon mesure au moins 22 cm. Les membres présentent peu voire pas de fanons, la race ayant été notamment développée pour travailler dans les lourds sols argileux de son pays natal, où la présence de fanons entraîne une fréquence accrue de maladie,. Les sabots, bien durs, sont de taille moyenne et présentent une forme arrondie,. La crinière et la queue sont fournies.

### Robe
Le Cleveland Bay a la particularité de ne présenter, comme son nom l'indique, que la robe bai. C'est une relative exception parmi l'élevage équin, car historiquement, les chevaux sont, contrairement aux chiens et aux bovins, rarement sélectionnés sur une unité de couleur de robe. Les Cleveland Bay à la robe bai cerise (teinte plus rougeâtre que la normale) sont les plus recherchés par les éleveurs, suivis par le bai ordinaire, le bai foncé et enfin le bai clair. Cette préférence pour les nuances de bai plus brillantes a été à l'origine inscrite au standard officiel de la race, bien que cette condition ait depuis été enlevée. Chez quelques lignées de la race, des crins clairs ou grisâtres dans la crinière et la queue sont considérés comme étant une caractéristique de sang pur,. Les marques blanches, à l’exception d’une petite étoile sur le front, rendent le cheval inadmissible à l’inscription au registre d’élevage,. Les chevaux doivent avoir les extrémités plus foncées, y compris les parties inférieures des membres qui doivent être complètement noires. On considère un cheval comme ayant une couleur défectueuse lorsque les membres présentent une coloration rouge au-dessous des genoux et des jarrets, bien que cette caractéristique ne disqualifie pas le cheval à l'enregistrement. Des membres rouges apparaissent occasionnellement chez la race et sont censées être hérités des étalons Pur Sang alezans qui ont été croisés avec le Cleveland Bay et le Yorkshire Coach Horse à certains moments de l'histoire des deux races. L'uniformité des couleurs est encouragée car elle permet plus facilement la création d’équipages et de paires en attelage. Lorsque la race a été développée à ses débuts, les chevaux présentaient presque toujours une rayure dorsale contre hachurée, mais celle-ci a disparu avec les croisements réalisés au XVIIIe siècle.

### Tempérament
C'est un cheval fort, confiant, résistant et endurant. Il a un tempérament calme et il est réputé fiable et intelligent. Son activité naturelle est également appréciée,.

### Sélection
Au début du XXe siècle, quand les normes de la race ont été publiées par la British Cleveland Bay Society pour être utilisées dans le jugement des shows, une section a été ajoutée sur les allures des chevaux, décrivant l'action désirée, particulièrement au trot. Cette section a été intégrée en partie parce que le potentiel militaire était toujours considéré comme un facteur dans l'évaluation des chevaux de trait, et qu’un bon trot était nécessaire chez tout bon cheval d'artillerie. Cette caractéristique a fait également l’objet d’une évaluation parce que les races dotées d’une grande action au trot ont aussi souvent un potentiel pour le saut d’obstacles. La combinaison des caractéristiques désirées signifie que la race est utilisée pour produire des chevaux de saut d’obstacles, de complet et de steeple-chase, et ce tout particulièrement pour les chevaux croisés avec du Pur Sang.
Les demi-sang Cleveland Bay sont parfois appelés Cleveland Bay Sporthorses (Chevaux de sport Cleveland Bay), bien qu'ils soient considérés par les bureaux d'enregistrement britanniques et américains comme demi-sang. Ils sont éligibles à l'enregistrement dans le Cleveland Bay Part Bred Registry, mais ils ne doivent pas être enregistrés ailleurs. Pour être éligible, les chevaux doivent avoir au moins un grand-parent enregistré dans le registre d’élevage principal du Cleveland Bay. Le registre australasien fait une distinction stricte entre les chevaux demi-sang Cleveland Bay qui doivent posséder au moins 50 % de sang Cleveland Bay, et le Cleveland Bay de sport, qui doit posséder au moins 12,5 % de sang Cleveland Bay et avoir au moins un grand-parent enregistré chez la race.

## Utilisations

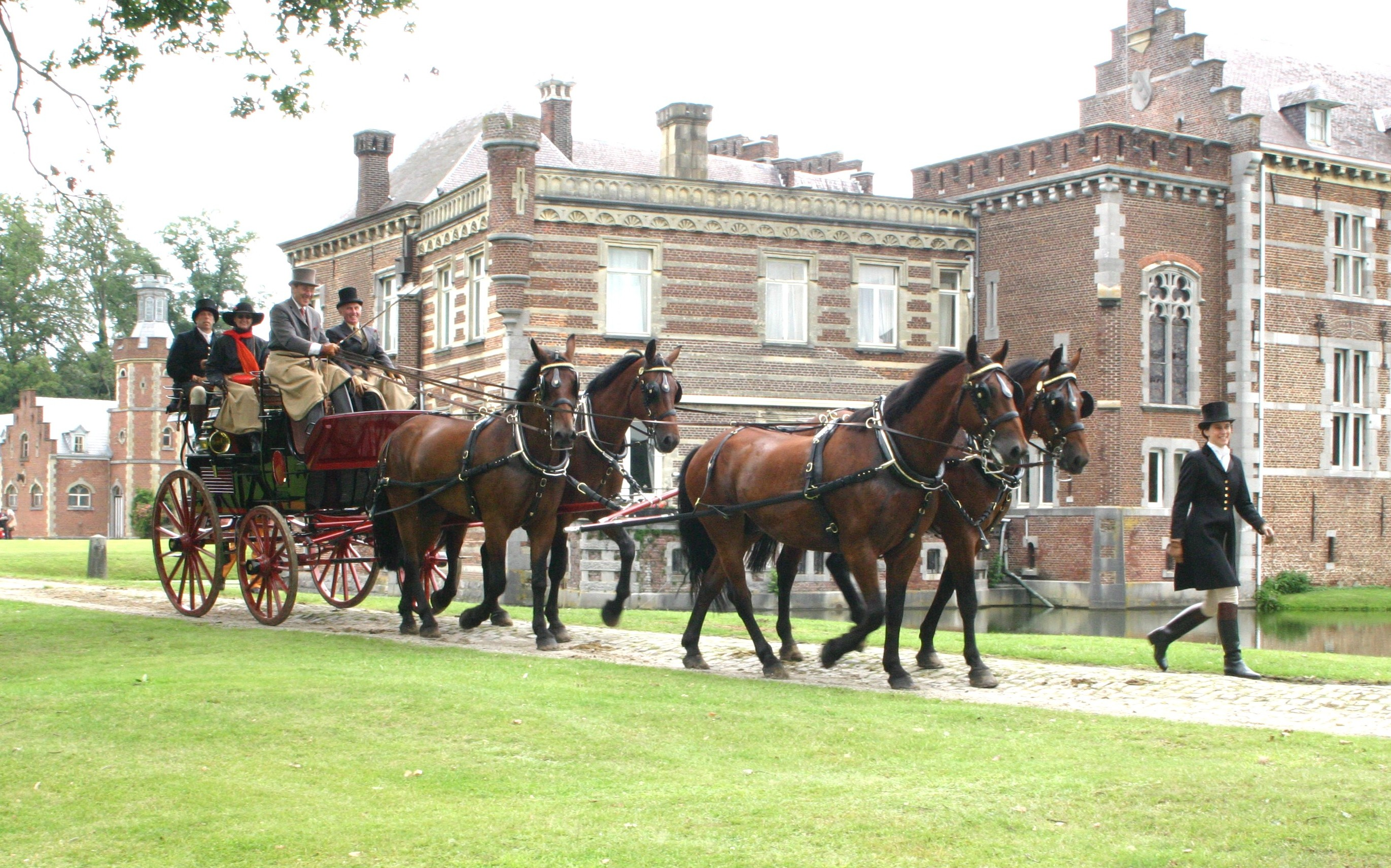
Attelage à quatre Cleveland Bay.

Le Cleveland Bay est un cheval polyvalent. Il est toujours employé pour de nombreuses tâches, y compris l’attelage et le travail de ferme. Dans les années 1920, les chevaux Cleveland Bay remplacent les Hanovriens noirs dans les écuries royales britanniques, et aussi bien les Cleveland Bay que les croisements Cleveland Bay/Pur Sang de Cleveland sont utilisés pour tirer les voitures dans les cortèges royaux. Des Cleveland Bay pure race ou croisés composent la majorité des chevaux bais des Royal Mews, les écuries royales britanniques, où ils reçoivent une formation intensive pour être désensibilisés avant d’être mis au travail et de tirer les voitures royales.
Ces animaux servent de chevaux de chasse lourds, car ils sont puissants et capables de porter un homme pesant 110 kg (250 livres) pendant toute une journée de chasse, en sautant de larges obstacles et en traversant des terrains au lourd sol argileux. Lors des premières compétitions de saut d'obstacles au milieu du XIXe siècle, les Cleveland Bay ont été les premières stars des terrains. Deux juments, Star et Fanny Drape, ont fait partie des meilleurs performers. Fanny Drape est connue pour avoir franchi un mur de pierre d’1,80 m (6 pieds) avec un cavalier sur le dos, et une barre de 2,30 m (7,5 pieds) tenue en main. Leur carrière sportive peut être particulièrement longue : parmi près de 2 500 chevaux de sport néo-zélandais de diverses races analysées pour les besoins d'une étude en 2006, les Cleveland Bay sont les plus durables.
En 2006, un étalon Cleveland Bay nommé Tregoyd Journeyman est utilisé comme modèle pour une nouvelle figurine de cheval par l’entreprise Breyer Animal Creations. L'étalon participe au festival du cheval modèle de l’entreprise cette année-là.

### Croisements

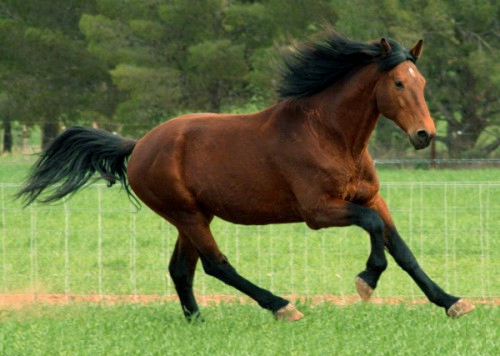
Cheval issu d'un croisement Cleveland Bay et Holsteiner.

Lorsqu’il est croisé avec des Pur-sang, le Cleveland Bay donne un produit plus léger et plus rapide, mais il est toujours résistant, avec beaucoup d'os. Le Cleveland Bay a été utilisé dans la création de la race Oldenbourg, en raison de son endurance, de sa force et de ses capacités à l’obstacle. La race a aussi été exportée en Allemagne puis utilisée pour créer et améliorer l’Holsteiner et l’Hanovrien,,. Il est à l'origine de la création des races néerlandaises de chevaux carrossiers. De nombreux chevaux de trait et d’attelage européens ont reçu son influence, entre autres le Jutland. À la fin du XVIIIe siècle, le Cleveland Bay a servi à créer le Yorkshire Coach Horse par croisement avec le Pur Sang. Le Yorkshire Coach Horse a été principalement utilisé pour tirer les Mail coaches et les voitures de passagers, d'où leur nom. Appelés par certains « Nouveau Cleveland Bay » (New Cleveland Bay), les étrangers distinguaient difficilement les deux races et de nombreux chevaux enregistrés comme Cleveland Bay dans les stud-books européens de chevaux de coche étaient en réalité des Yorkshire Coach Horses. Au XIXe siècle, le Cleveland Bay est croisé avec des chevaux de trait français et belges pour créer le cheval de Vladimir, une race russe développée pour répondre au besoin de ce pays d'une race lourde,. Il a également été élevé au Japon, au Pakistan, aux États-Unis, au Canada, en Nouvelle-Zélande et en Australie pour améliorer les races locales.

## Diffusion de l'élevage
Le Cleveland Bay est considéré par l'étude de l'université d'Uppsala (2010) comme une race à diffusion internationale et transfrontière, cependant, elle est extrêmement rare. Dans la base de données DAD-IS (2016), le Cleveland Bay n'est enregistré que dans trois pays : son berceau le Royaume-Uni, les États-Unis et l'Australie. Il existe également une petite population au Japon et en Nouvelle-Zélande. La population mondiale est sous les 2 000 individus (2007). En 2006, environ 550 chevaux Cleveland Bay sont dénombrés dans le monde, dont environ 220 juments ; le recensement 2005 des poulains fait état de moins de 50 individus.

### Au Royaume-Uni
Le dernier enregistrement de population britannique par la FAO, en 2012, signale seulement 133 femelles aptes à se reproduire dans tout le Royaume-Uni. Le Rare Breeds Survival Trust britannique envisage un risque critique d'extinction pour la race, avec moins de 300 poulinières enregistrées dans le monde en 2016.

### En Amérique du Nord
L’American Livestock Breeds Conservancy considère elle aussi la race comme en risque critique d'extinction, ce qui signifie que moins de 200 sujets sont enregistrés annuellement aux États-Unis. En 2016, on dénombre moins de 180 chevaux de race Cleveland Bay aux États-Unis et au Canada, enregistrés dans le registre nord-américain. L’Equus Survival Trust américaine considère également la population de la race comme étant d’un niveau critique, niveau signifiant qu’il reste entre 100 et 300 poulinières dans le monde (chiffres 2009 et 2016),.

#### Ouvrages et travaux spécialisés
- [Dent 1978] (en) Anthony Dent, Cleveland Bay horses, J.A. Allen, 1978, 87 p. (ISBN 0851312837 et 9780851312835)
- [Walling 1994] (en) G. Walling, An analysis of the breed structure in the Cleveland Bay horse and a plan for the maximal maintenance of its genome. PhD thesis, University of Liverpool, 1994

#### Ouvrages généralistes
- [Hayes 1976] (en) Capt. M. Horace Hayes, Points of the Horse, New York, NY, Arco Publishing Company, Inc., 1976, 7e éd. (1re éd. 1969) (ISBN 9780090387113)
- [Edwards & Geddes 1987] (en) Elwyn Hartley Edwards et Candida Geddes, The Complete Horse Book, Trafalgar Square, North Pomfret, Vt, 1987, 344 p. (ISBN 0943955009 et 9780943955001)
- [Bongianni 1988] (en) Maurizio Bongianni (trad. de l'italien par Ardèle Dejey), « Cleveland Bay », dans Simon & Schuster's guide to horses & ponies of the world, Simon & Schuster, Inc., 1988, 255 p. (ISBN 0-671-66068-3 et 9780671660680, OCLC 16755485, lire en ligne), p. 13
- [Edwards 1994] (en) Elwyn Hartley Edwards, The Encyclopedia of the Horse, Dorling Kindersley Publishing, 1994, 400 p. (ISBN 1564586146 et 9781564586148)
- [Ravazzi 2002] Gianni Ravazzi, L'encyclopédie des chevaux de race, Paris, Éditions De Vecchi, 15 novembre 2002, 191 p. (ISBN 2-7328-2594-8, OCLC 470110979), « Cleveland Bay », p. 93.
- [Edwards 2005] Elwyn Hartley Edwards (trad. Patrice Leraut, ill. Bob Langrish), Chevaux, Nord Compo, Villeneuve-d'Ascq, Éditions Larousse, coll. « L'œil nature », juillet 2005, 256 p. (ISBN 2-03-560408-7, OCLC 420395944), p. 156.
- [Hendricks 2007] (en) Bonnie Lou Hendricks, International Encyclopedia of Horse Breeds, Norman, University of Oklahoma Press, 15 août 2007, 2e éd., 486 p. (ISBN 0-8061-3884-X, OCLC 154690199, lire en ligne), « Cleveland Bay », p. 131-132.
- [Fitzpatrick 2008] Andrea Fitzpatrick, « Bai de Cleveland », dans Le Monde fascinant des chevaux, Paris, Nov'edit, 2008, 437 p. (ISBN 9782350332086), p. 54-56
- [Lynghaug 2009] (en) Fran Lynghaug, The Official Horse Breeds Standards Guide : The Complete Guide to the Standards of All North American Equine Breed Associations, Minneapolis, MBI Publishing Company LLC, 2009, 672 p. (ISBN 1-61673-171-0, lire en ligne), « Cleveland Bay », p. 562-566.
- [Dutson 2012] (en) Judith Dutson, « Cleveland Bay », dans Storey's Illustrated Guide to 96 Horse Breeds of North America, Storey Publishing, 2012, 416 p., p. 97-99